# Discopyge castelloi
Discopyge castelloi  (лат.) — вид скатов рода тембладер семейства лат. Narcinidae отряда электрических скатов. Это хрящевые рыбы, ведущие донный образ жизни, с крупными, уплощёнными грудными и брюшными плавниками в форме диска и с длинным хвостом. Они способны генерировать электрический ток. Обитают в тропических водах юго-западной части Атлантического океана. Максимальная зарегистрированная длина 30,7 см.

## Таксономия
Впервые вид был научно описан в 2008 году. Голотип представляет собой самку длиной 30,7 см, пойманную у берегов провинции Буэнос-Айрес, Аргентина (38°44′ ю. ш. 58°44′ з. д.). Паратипы — самки длиной 24,1 см, 10,1 см и 84,5 см, пойманные у побережья провинции Чубут, Аргентина. Вид назван в честь морского биолога Хьюго П. Кастелло, который сделал предположении о том, что пойманные образцы принадлежат к новому, ещё не описанному виду тембладер.

## Ареал
Discopyge castelloi обитают в юго-западной части Атлантики у берегов Аргентины.

## Описание
У этих скатов овальные и закруглённые грудные и брюшные диски и довольно длинный хвост с латеральными складками на хвостовом стебле. Имеются два спинных плавника. У основания грудных плавников сквозь кожу проглядывают электрические парные органы в форме почек. Отличительной чертой тембладе́р являются срощенные между собой под хвостом брюшные плавники, образующие единый диск. Максимальная зарегистрированная длина 30,7 см.

## Биология
Тембладеры являются донными рыбами. Они способны генерировать электрический ток средней силы. .

## Взаимодействие с человеком
Международный союз охраны природы еще не оценил статус сохранности данного вида.